# Gruppo di NGC 812
Il Gruppo di NGC 812 comprende tre galassie situate nella costellazione di Andromeda. La distanza media tra il centro di massa di questo gruppo e la nostra Via Lattea è di circa 230 milioni di anni luce (70,5 Mpc).

## Membri
Le galassie componenti il gruppo, indicate nell'articolo di Garcia del 1993 sono:
| Nome     | Classificazione | Tipo                           | RA (J2000.0)  | DEC (J2000.0) | Velocità radiale (km/s) | Magnitudine apparente | Distanza (Mpc) | Dimensioni (kal) |
| -------- | --------------- | ------------------------------ | ------------- | ------------- | ----------------------- | --------------------- | -------------- | ---------------- |
| NGC 812  | S pec           | Spirale                        | 02h 06m 51.5s | 44° 34′ 23″   | 5163 ± 10               | 11,3                  | 72,9 ± 5,1     | 706              |
| NGC 846  | SB(rs)ab        | Spirale barrata                | 02h 12m 12.3s | 44° 34′ 06″   | 5118 ± 11               | 12,1                  | 72,3 ± 5,1     | 162              |
| UGC 1686 | SABdm?          | Spirale intermedia magellanica | 02h 12m 03.5s | 46° 21′ 34″   | 4866 ± 8                | 11,804 ± 0,0071       | 68,6 ± 4,8     | 83               |

Il sito DeepskyLog permette di trovare agevolmente le costellazioni in cui si trovano le galassie; in alternativa si possono utilizzare le coordinate delle galassie per individuarle. Se non altrimenti indicato, le coordinate sono quelle fornite dal sito NASA/IPAC (National Aeronautics and Space Administration / Infrared Processing and Analysis Center).